# Carlos Filipe Ximenes Belo
Carlos Filipe Ximenes Belo, S.D.B. (Uailacama-Venasse, Baucau, Timor Português, 3 de fevereiro de 1948) é um bispo católico timorense que, em conjunto com José Ramos-Horta, foi agraciado com o Nobel da Paz de 1996, pelo seu trabalho "em prol de uma solução justa e pacífica para o conflito em Timor-Leste".
Em 2022, foi acusado de abuso sexual de menores.

## Biografia
Quinto filho de Domingos Vaz Filipe e de Ermelinda Baptista Filipe, Carlos Filipe Ximenes Belo nasceu na aldeia de Uailacama-Venasse, concelho (hoje distrito) de Baucau, na costa norte do então Timor Português. O seu pai, professor primário, faleceu quando o jovem Ximenes Belo tinha apenas dois anos de idade. Os anos de infância foram passados nas escolas católicas de Baucau e Ossu, antes de ingressar no Seminário de Nossa Senhora de Fátima, em Daré, nos arredores de Díli, entre 1963 e 1968. Excetuando um pequeno período entre 1974 e 1976 - quando esteve em Timor e em Macau - entre 1969 e 1981, D. Ximenes Belo repartiu o seu tempo entre Portugal e Roma, onde se tornou membro da congregação dos Salesianos e estudou filosofia e teologia antes de ser ordenado padre em 26 de julho de 1980. De regresso a Timor-Leste, em julho de 1981, D. Ximenes Belo esteve ligado ao Colégio Salesiano de Fatumaca, onde foi professor e diretor.

## Administrador Apostólico de Díli
Quando em 1983 se viu na necessidade de ser uma "persona non grata" dos indonésios, D. Martinho da Costa Lopes, viu-se "obrigado a pedir a renúncia à Santa Sé".
Carlos Filipe Ximenes Belo foi nomeado administrador apostólico da diocese de Díli, tornando-se chefe da Igreja Católica em Timor-Leste, respondendo exclusivamente perante o Papa.
A nomeação de Ximenes Belo foi do agrado do núncio apostólico em Jacarta e dos próprios líderes indonésios pela sua aparente submissão. No entanto, cinco meses bastaram para que, num sermão na Sé Catedral, D. Carlos Ximenes Belo tecesse veementes protestos contra as brutalidades do massacre de Craras, em 1983, perpetrado pela Indonésia. Nos dias de ocupação a Igreja era a única instituição capaz de comunicar com o mundo exterior, o que levou D. Carlo Ximenes Belo a enviar sucessivas cartas a personalidades em todo o mundo, tentando vencer o isolamento imposto pelos indonésios e o desinteresse de grande parte da comunidade internacional.

## Bispo de Díli
Em Díli foi consagrado com as funções de Bispo titular de Lorium, pelo Papa João Paulo II, em 21 de março de 1988.
Em fevereiro de 1989 D. Ximenes Belo escreveu ao presidente de Portugal, Mário Soares, ao Papa João Paulo II e ao Secretário-geral das Nações Unidas, Javier Pérez de Cuellar, reclamando por um referendo sob os auspícios da ONU sobre o futuro de Timor-Leste e pela ajuda internacional ao povo timorense que estava "a morrer como povo e como nação". No entanto, quando a carta dirigida à ONU se tornou pública em abril, D. Ximenes Belo tornou-se uma figura pouco querida pelas autoridades indonésias. Esta situação veio a piorar ainda mais quando o Bispo deu abrigo na sua própria casa a jovens que tinham escapado ao massacre de Santa Cruz, em 1991, e denunciou os números das vítimas mortais.
A sua obra corajosa em prol dos timorenses e em busca da paz e da reconciliação foi internacionalmente reconhecida quando, em conjunto com José Ramos-Horta, lhe foi entregue o Prémio Nobel da Paz em dezembro de 1996. Na sequência deste reconhecimento, D. Ximenes Belo teve oportunidade de se reunir com Bill Clinton dos Estados Unidos e Nelson Mandela da África do Sul.
Após a independência de Timor-Leste, a 20 de maio de 2002, a saúde do Bispo começou a esmorecer, perante a pressão dos acontecimentos que tinha vivido. O Papa João Paulo II aceitou a sua demissão como Bispo de Díli em 28 de novembro de 2002.

## Bispo emérito
Após se ter retirado, Ximenes Belo viajou para Portugal para receber tratamento médico. No início de 2004, houve numerosos pedidos para que se candidatasse à presidência da república de Timor-Leste. No entanto, em maio de 2004 declarou à televisão estatal portuguesa RTP que não autorizaria que o seu nome fosse considerado para nomeação. "Decidi deixar a política para os políticos" - afirmou.
Com a saúde restabelecida, em meados de 2004, D. Ximenes Belo aceitou a ordem da Santa Sé para fazer trabalho missionário na Arquidiocese de Maputo, como membro da congregação dos Salesianos em Moçambique, entre 2004 e 2005. Depois regressou a Portugal onde esta nos Salesianos na cidade do Porto.

## Acusações de abuso sexual de menores
Quando as primeiras acusações de abuso sexual contra o bispo Ximenes Belo começaram a surgir, em 26 de Novembro de 2002, o Papa João Paulo II aceitou a sua demissão como Administrador Apostólico de Dili, oficialmente por razões de saúde.
Em Janeiro de 2003, Carlos Filipe Ximenes Belo regressou a Portugal para "recuperar".
Em Junho de 2004, tornou-se "sacerdote assistente" em Maputo, Moçambique, antes de voltar a viver em Portugal. Encontra-se atualmente em parte incerta.
Em 2022, foi acusado numa investigação pelo semanário holandês De Groene Amsterdammer de abuso sexual de rapazes menores de idade durante um período de vinte anos.
De acordo com declarações de Norberto do Amaral, presidente da Conferência Episcopal Timorense, ele está agora sujeito a restrições de movimento para as quais "tem de pedir autorização ao Vaticano ". Encontra-se atualmente em parte incerta.
Numa conferência de imprensa no final de Setembro de 2022, o Vaticano declarou que "a Congregação para a Doutrina da Fé interessou-se pelo caso pela primeira vez em 2019. À luz das alegações recebidas sobre o comportamento do bispo, a Congregação impôs-lhe certas restrições disciplinares em Setembro de 2020. Estas incluíam restrições às suas viagens e ministério, proibição de contacto voluntário com menores, entrevistas e contato com Timor-Leste. Em Novembro de 2021, estas medidas foram modificadas e reforçadas. Em ambas as ocasiões, as medidas foram formalmente aceites pelo bispo". A ONU e grupos de defesa de vítimas de abusos sexuais por parte de membros do clero apelaram a uma investigação cabal sobre o caso.

## Prémios
- Prémio Óscar Romero [Óscar Romero Award], Roma, Itália, 16 de maio de 1996.
- Prémio John Humphrey [John Humphrey Freedom Award], Montréal, Canadá, 10 de dezembro de 1995.
- Prémio Nobel da Paz, Oslo, Noruega, 10 de dezembro de 1996.
- Prémio da Paz ''Prémio Della Pace'', Taranto, Itália, março de 1997.
- Prémio da Paz ''Prémio Dela Pace'', Ostuni, Bari, Itália, 28 de fevereiro de 1998.
- Prémio Internazionalle della Testimonnianzia, Vibo Valentia, Calábria, Itália, 2 de maio de 1998.
- Prémio Personalidade Lusófona do Ano,[11] concedido pelo MIL - Movimento Internacional Lusófono, em 21 de fevereiro de 2010.

## Condecorações
- Grã-Cruz da Ordem da Liberdade, Chancelaria das Ordens da Presidência da República Portuguesa, 3 de agosto de 1998[12].
- Grã-Cruz de Mérito Bernardo O'Higgins, da Presidência da República do Chile, em 2002.
- Grau Colar da Ordem de Timor-Leste, (decreto do Presidente da República de Timor-Leste, n.° 31/, de 24 de agosto de 2016).

## DoutoramentosHonoris Causa
- Universidade de Yale, EUA, 26 de maio de 1997.
- Pontifícia Universidade Salesiana, Roma, Itália, 19 de fevereiro de 1998.
- Universidade de Évora, 20 de maio de de 1998.
- Universidade Federal do Rio de Janeiro, 24 de abril de 2000.
- Universidade Católica de Brasília, 25 de abril de 2000.
- Pontifícia Universidade Católica de Campinas, SP, 25 de abril de 2000.
- Universidade da Providência,(PU; Chinese: 靜宜大學; pinyin: Jìngyí Dàxué), Taichung, Formosa/Taiwan, 19 de maio de 2000.
- Universidade do Porto, 31 outubro de 2000.
- Universidade CEU Cardeal Herrera, Valência, Espanha, 2006.

## Obras e artigos publicados
- Demi Kaeldian da Perdamain (1997), Jacarta, Pela Paz e Justiça.
- Subsidio para a bibliografia de Timor Loro-Sa'e: Uma listagem cronológica de livros, revistas, ensaios, documentos e artigos desde 1515 a 2000, Lisboa.